# Twelfth United States Army Group
Twelfth United States Army Group var en amerikansk armégrupp som kontrollerade de amerikanska arméerna på västfronten under andra världskriget.
- First United States Army
- Third United States Army
- Ninth United States Army
- Fifteenth United States Army